# Maarten Van Severen

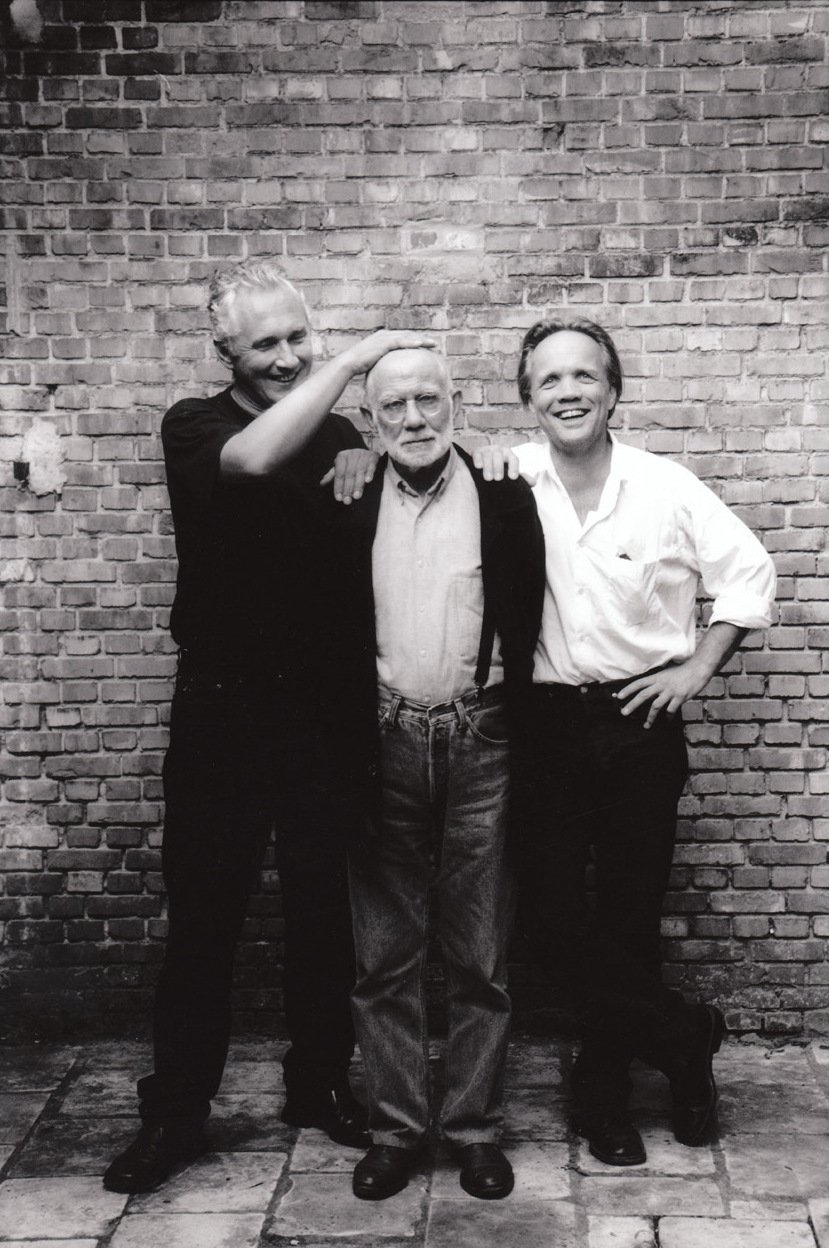
Maarten Van Severen (l) met vader Dan (midden) en broer Fabiaan.

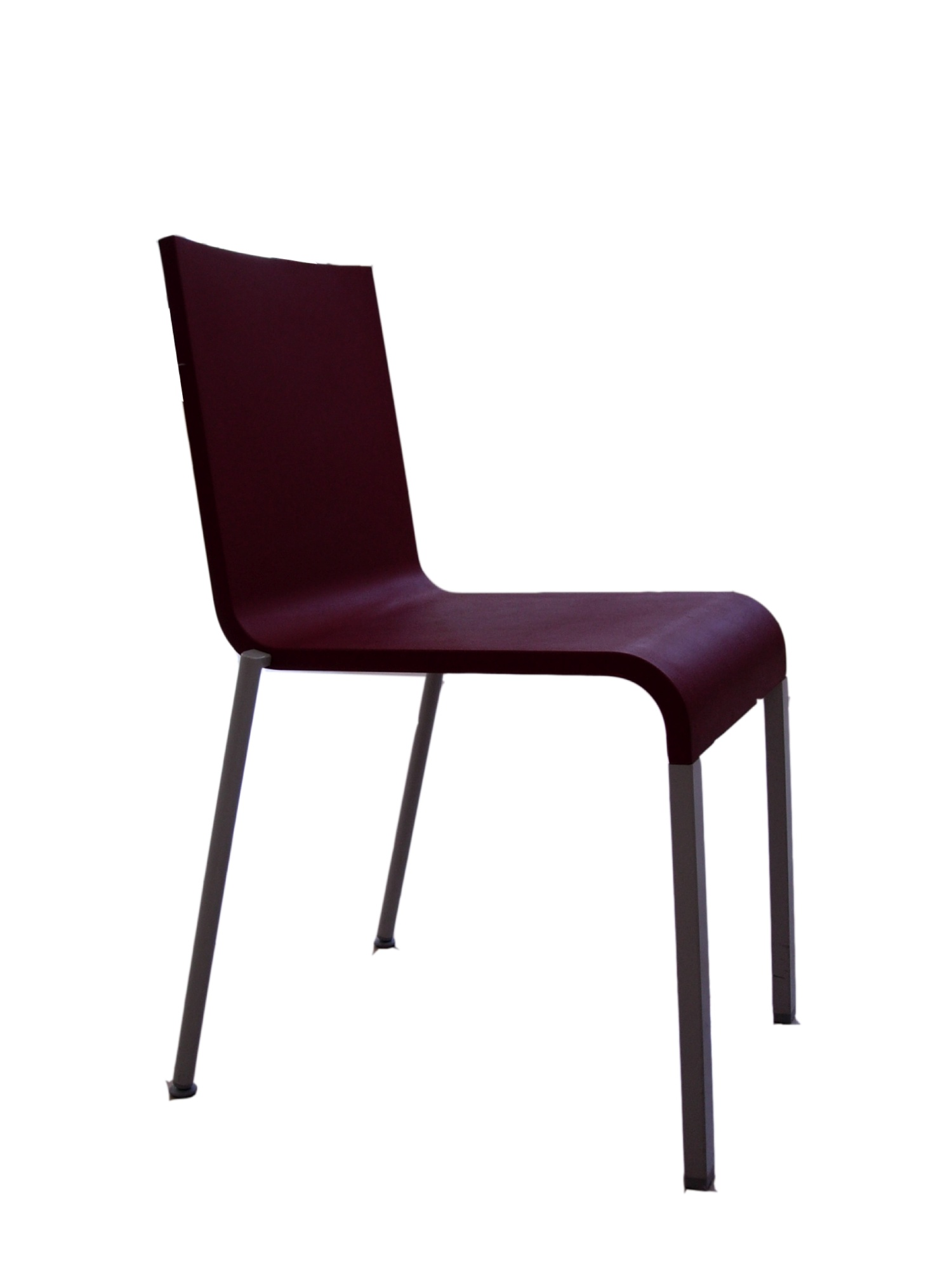
Stoel Vitra .03 van Maarten Van Severen

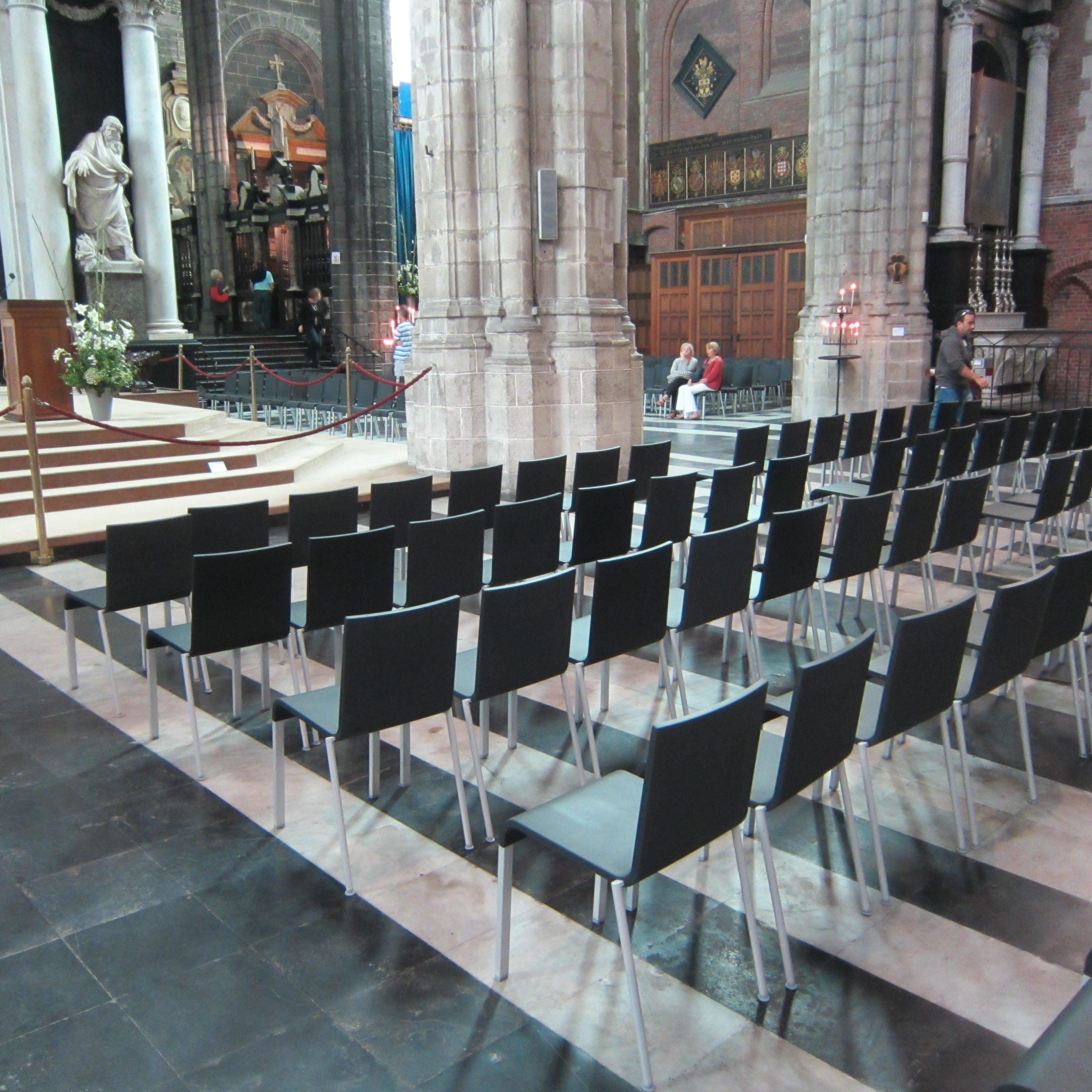
Stoel Vitra .03 in de Sint-Baafskathedraal te Gent

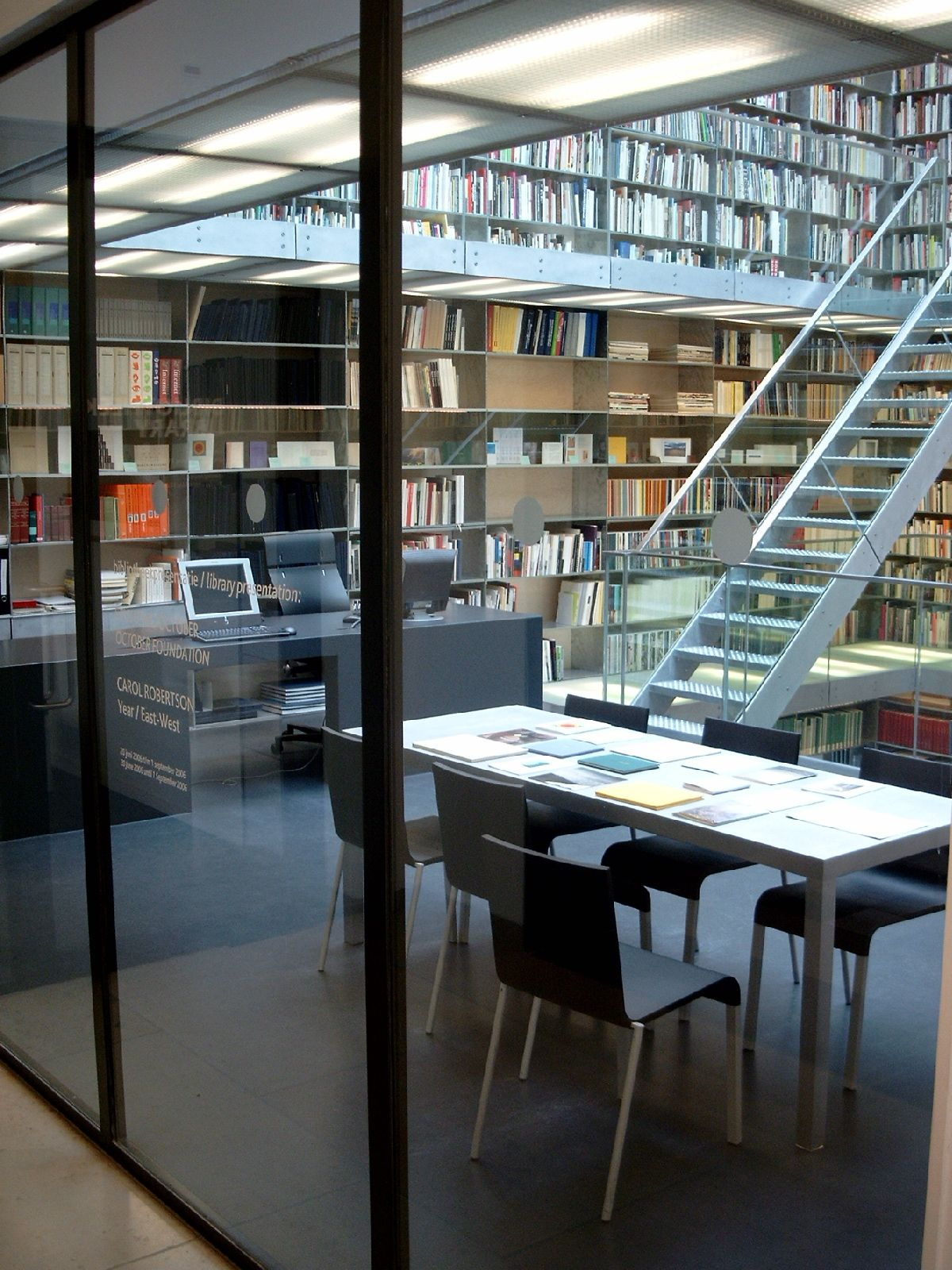
Bibliotheek Van Abbemuseum, Eindhoven

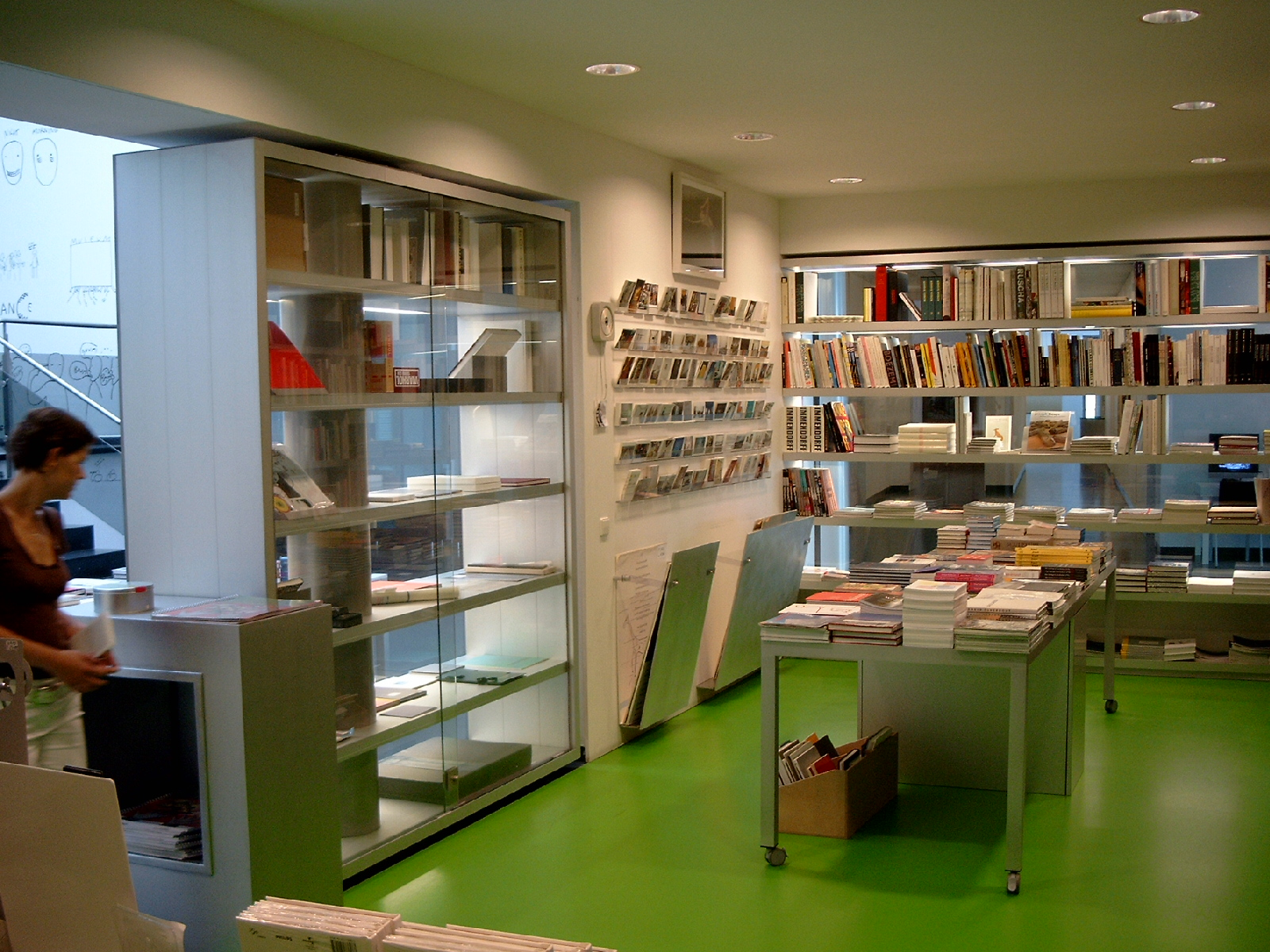
Museumshop Van Abbemuseum, Eindhoven

Maarten Van Severen (Antwerpen, 5 juni 1956 – Gent, 21 februari 2005) was een Belgische meubelontwerper en interieurarchitect. Hij kwam uit een artistieke familie: zijn vader was de abstract werkende kunstschilder Dan Van Severen en zijn broer Fabiaan Van Severen is ook ontwerper. Hij is de vader van acteur Boris Van Severen. Maarten Van Severen begon een studie architectuur in Gent, en ontwierp vanaf 1986 meubels. Hij wordt beschouwd als een van de weinige Belgische ontwerpers die wisten door te dringen tot de internationale designtop. Van Severen overleed op 48-jarige leeftijd aan de gevolgen van kanker.

## Zijn werk
Maarten Van Severen werkte samen met verschillende grote meubelproducenten, zoals Vitra, Edra, Kartell, Bulo, aiki (het voormalige Top Mouton) en Pastoe. Zijn bekendste ontwerp is de door Vitra geproduceerde stoel .03, de industriële versie van zijn eerdere ontwerp CN° II. Het comfort ervan ligt in de combinatie van een stalen structuur met een zitting en rugleuning in polyurethaanschuim. In de rugleuning zitten bladveren. De voorpoten zijn in aluminium.
Van Severen beperkte zich niet tot het ontwerpen van meubels. Zijn interesse in de wisselwerking van meubels met de architecturale omgeving leidde tot een herhaalde samenwerking met de Nederlandse architect Rem Koolhaas en diens bureau OMA, bijvoorbeeld bij de Parijse Villa Dall'Ava, een woning in Floirac, de openbare bibliotheek van Seattle, de Casa da Música in Porto en de Nederlandse ambassade in Berlijn. Voor het Van Abbemuseum in Eindhoven van architect Abel Cahen realiseerde hij de publieksruimtes (balie, bibliotheek, auditorium, educatieve ruimte en restaurant). Zijn eerste en tevens zijn laatste integrale architectuurproject realiseerde hij voor de tweelingbroers Stefan en Kristof Boxy, een keukenpaviljoen voor hun traiteurszaak in Deurle. De stoel .03 staat ook opgesteld in de Gentse Sint-Baafskathedraal in een zwarte uitvoering.

## The Maarten Van Severen Foundation en het archief
Het was de wens van Maarten Van Severen zelf dat door middel van een stichting zijn artistieke nalatenschap zou worden ontsloten en voor onderzoek toegankelijk zou worden gemaakt. Familie en vrienden gaven aan deze wens gevolg door de oprichting van The Maarten Van Severen Foundation, die sindsdien werkt aan de inventarisatie van het archief van Maarten Van Severen. Het archief wordt bewaard door Archief Gent. Naast het Stadsarchief Gent zijn ook het Centrum Vlaamse Architectuurarchieven, het Design Museum Gent en de Vakgroep Architectuur en Stedenbouw van de Universiteit Gent partner in dit project.

## Afbeeldingen

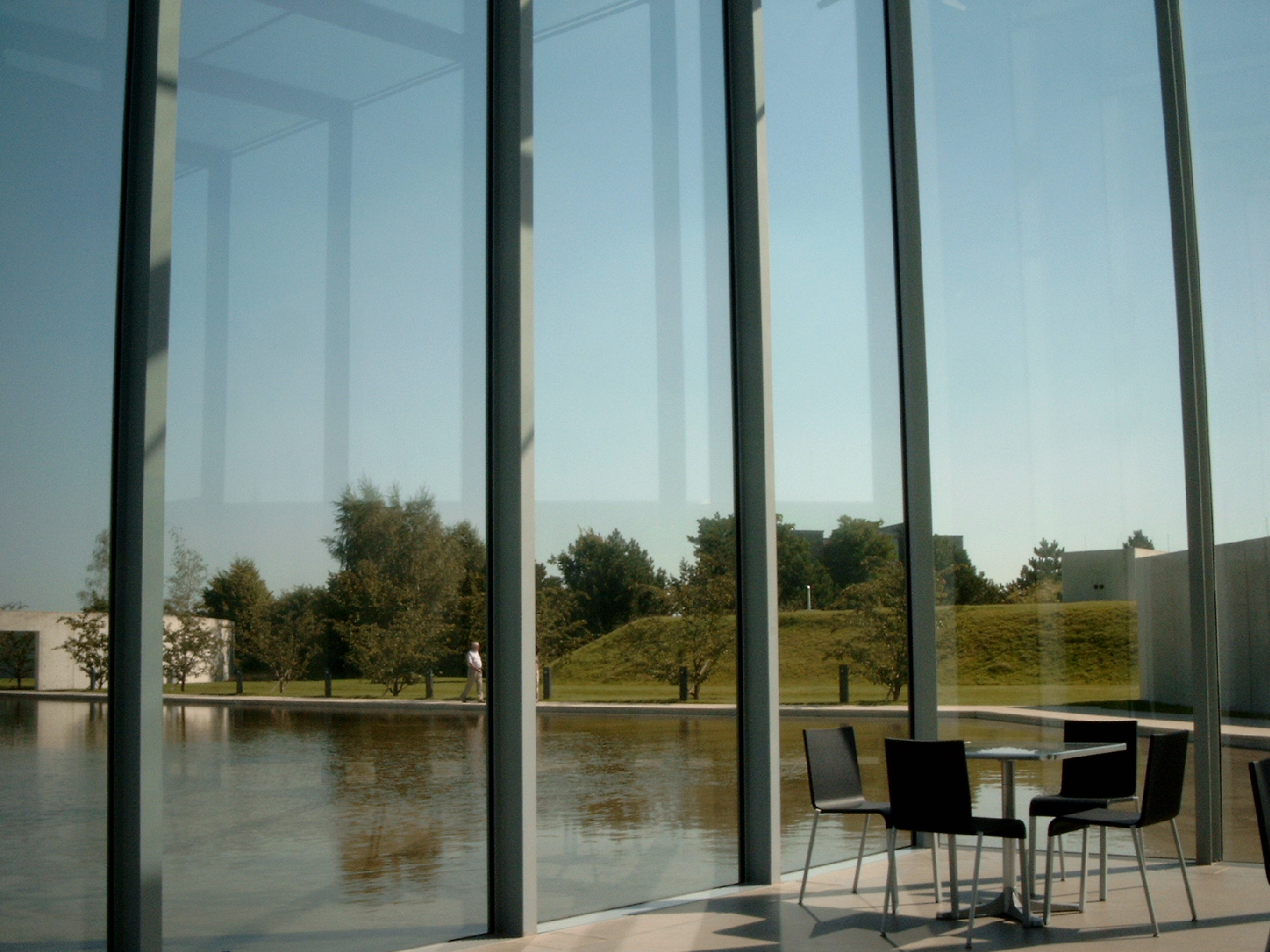
Stoel Vitra .03 in museum Langen Foundation, Neuss
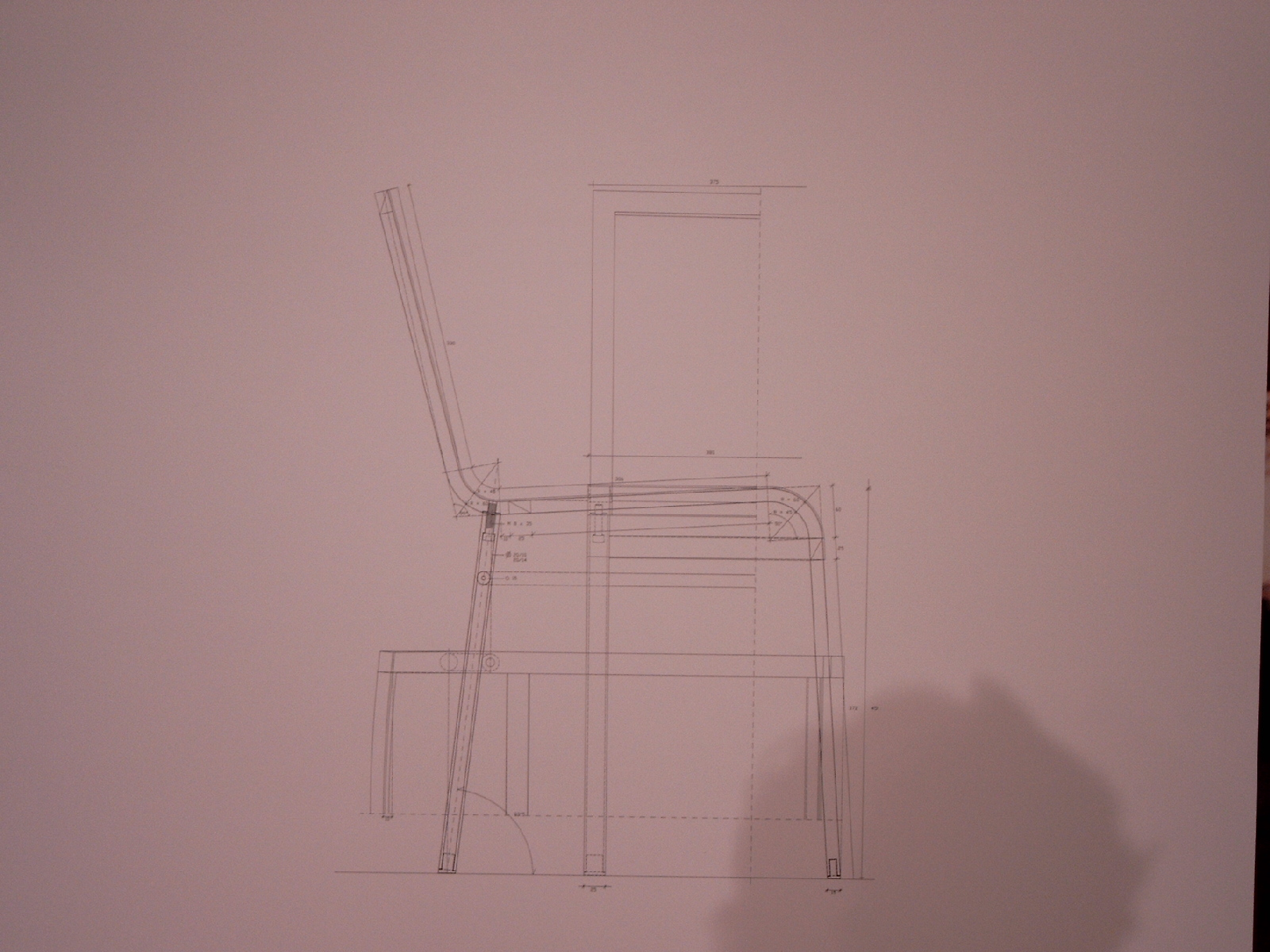
Constructietekening stoel .03 in MARTa Herford, Duitsland
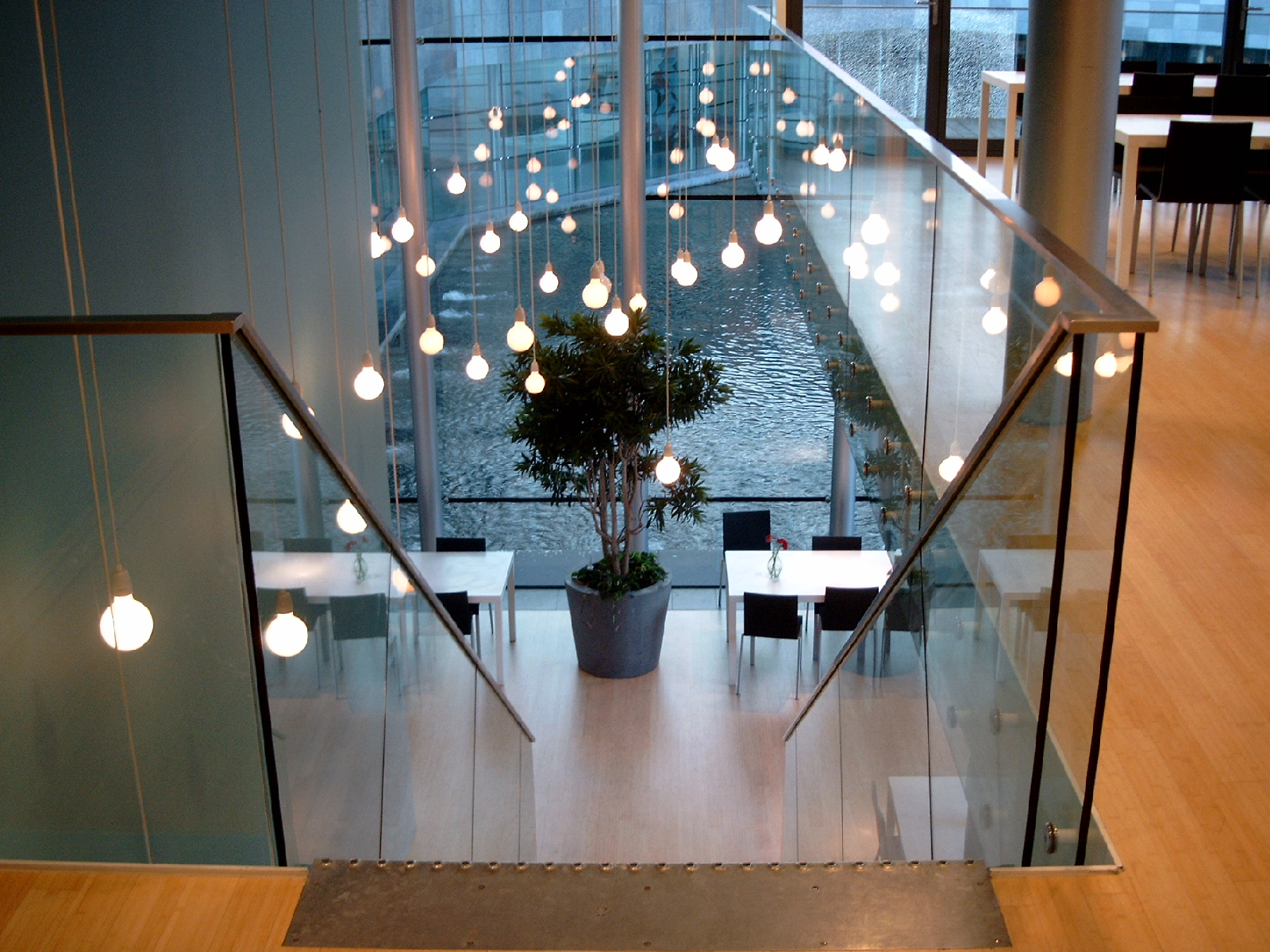
Cafetaria Van Abbemuseum, Eindhoven